# Oceannik czarnobrzuchy
Oceannik czarnobrzuchy (Fregetta tropica) – gatunek ptaka oceanicznego z rodziny oceanników (Oceanitidae). Nie jest zagrożony wyginięciem.

## Taksonomia

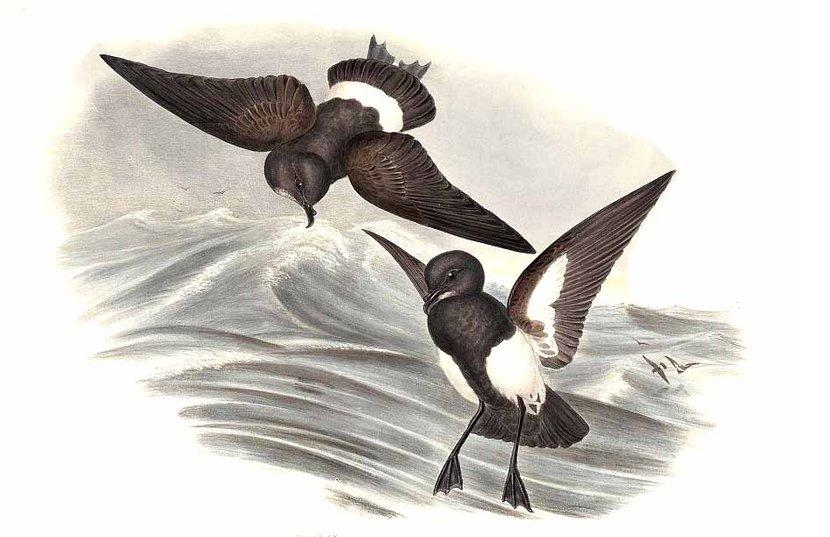
Ilustracja z 7. tomu książki Johna Goulda Birds of Australia

Takson ten jako pierwszy opisał John Gould w 1844 roku na łamach czasopisma „The Annals and Magazine of Natural History, including Zoology, Botany, and Geology”. Nowemu gatunkowi nadał nazwę Thalassidroma tropica. Obecnie gatunek umieszczany jest w rodzaju Fregetta. W tym samym artykule Gould opisał też dwa kolejne gatunki: Thalassidroma melanogaster i Thalassidroma leucogaster, jak się jednak później okazało, opisane przez niego ptaki to również były oceanniki czarnobrzuche (gatunek ten charakteryzuje się dużą zmiennością osobniczą w upierzeniu), zatem nazwy te traktowane są jako synonimy Fregetta tropica.
Oceannik czarnobrzuchy bywał czasami łączony w jeden gatunek z blisko spokrewnionym oceannikiem białobrzuchym (F. grallaria).
Obecnie wyróżnia się dwa podgatunki F. tropica: 
- F. t. tropica (Gould, 1844)
- F. t. melanoleuca Salvadori, 1908[2][6].

Ważność podgatunku melanoleuca bywała kwestionowana.

## Występowanie i biotop
Występuje pospolicie na oceanach półkuli południowej. Poza sezonem lęgowym zapuszcza się dalej na północ – w subtropikalne i tropikalne rejony Oceanu Atlantyckiego, Indyjskiego i Spokojnego. Podczas migracji ptaki najłatwiej zaobserwować na zachód od Przylądka Dobrej Nadziei (w październiku, listopadzie oraz ponownie w lutym).
Poszczególne podgatunki w sezonie lęgowym zamieszkują:
- F. t. tropica – wyspy subantarktyczne
- F. t. melanoleuca – wyspy Tristan da Cunha i Gough

## Morfologia
Długość ciała około 20 cm. Masa ciała może wynosić od 45 do 65 g. Upierzenie wierzchu ciemne. Spód biały z czarnym pasem biegnącym od piersi przez cały brzuch aż do pokryw podogonowych. Białe plamy na spodniej stronie skrzydeł oraz kuprze. Brak dymorfizmu płciowego.

## Ekologia i zachowanie
Tryb życia
Ptak przystosowany do życia na otwartym oceanie – spotykany w pobliżu statków wodnych w małych grupach, najczęściej wtedy leci tuż nad lustrem wody przed lub wzdłuż burty statku (rzadko nurkuje).
Pożywienie
Pokarm stanowią małe ryby, kałamarnice i skorupiaki.
Lęgi
Gniazduje w koloniach. Samica składa 1 białe jajo w podziemnej norze lub trudno dostępnej szczelinie skalnej ściany klifu. Pisklę nie jest ogrzewane przez dorosłe ptaki po wykluciu, ciepło zapewnia mu izolacyjna warstwa grubego puchu oraz ciepłe powietrze w jamie. Nory lęgowe odwiedzane są przez ptaki tylko w nocy.

## Status
Międzynarodowa Unia Ochrony Przyrody (IUCN) uznaje oceannika czarnobrzuchego za gatunek najmniejszej troski (LC – Least Concern) nieprzerwanie od 1988 roku. W 2004 roku jego liczebność szacowano na około 500 tysięcy osobników. Globalny trend liczebności populacji uznawany jest za spadkowy.